# Els Sorts (Marfà)
Els Sorts és una masia del terme municipal de Castellcir, a la comarca catalana del Moianès. Pertany a l'enclavament de la Vall de Marfà, antiga parròquia de Sant Pere de Marfà, que tingué ajuntament propi entre el 1812 i el 1827, abans d'unir-se en primera instància amb Santa Coloma Sasserra i després, el 1847, amb Castellcir.
És a l'extrem occidental d'aquest enclavament, prop i al nord de la masia del Xei, a llevant de la Coma, a la dreta de la Golarda i del torrent de Serramitja. També queda al sud-oest de la Datzira.
El seu accés més ràpid i practicable és des de la masia de la Coma, des de la qual una pista rural en bon estat s'adreça cap a llevant seguint la vall de la Golarda, i en 1,5 quilòmetres arriba a la cruïlla de la qual arrenca, cap al sud, la pista que mena als Sorts en 1 quilòmetre.
Aquest mas, grafiat de moltes maneres al llarg dels temps (Sors, Sorts, Sords, fins i tot els Horts), és esmentat des del 1294, tot i que un Pere Orts de Marfà ho és ja el 1205. El mas estigué en mans de la família Sorts -al llarg del XIX sense la t: Sors- fins a finals del segle xix. Després fou ocupada per masovers fins a mitjan segle xx. Restà una cinquantena d'anys abandonada, i des de la primera dècada del segle XXI torna a ser habitada per masovers.
Al seu sud-oest, a la dreta de la Golarda i a l'esquerra del Torrent de Serramitja hi ha les restes del Molí dels Sorts.